# Marcel Hacker
Marcel Hacker (Magdeburgo, 29 aprile 1977) è un canottiere tedesco.
Ha preso parte a cinque edizioni dei Giochi olimpici (2000, 2004, 2008, 2012 e 2016).

## Palmarès

### Olimpiadi
- 1 medaglia:
  - 1 bronzo (Sydney 2000 nel singolo)

### Mondiali
- 7 medaglie:
  - 1 oro (Siviglia 2002 nel singolo)
  - 4 argenti (Aiguebelette 1997 nel quattro; Colonia 1998 nel quattro; Milano 2003 nel singolo; Eton 2006 nel singolo)
  - 2 bronzi (Poznan 2009 nel quattro; Chungju 2013 nel singolo)

### Europei
- 1 medaglia:
  - 1 argento (Belgrado 2014 nel M1x)